# 사쿠라유

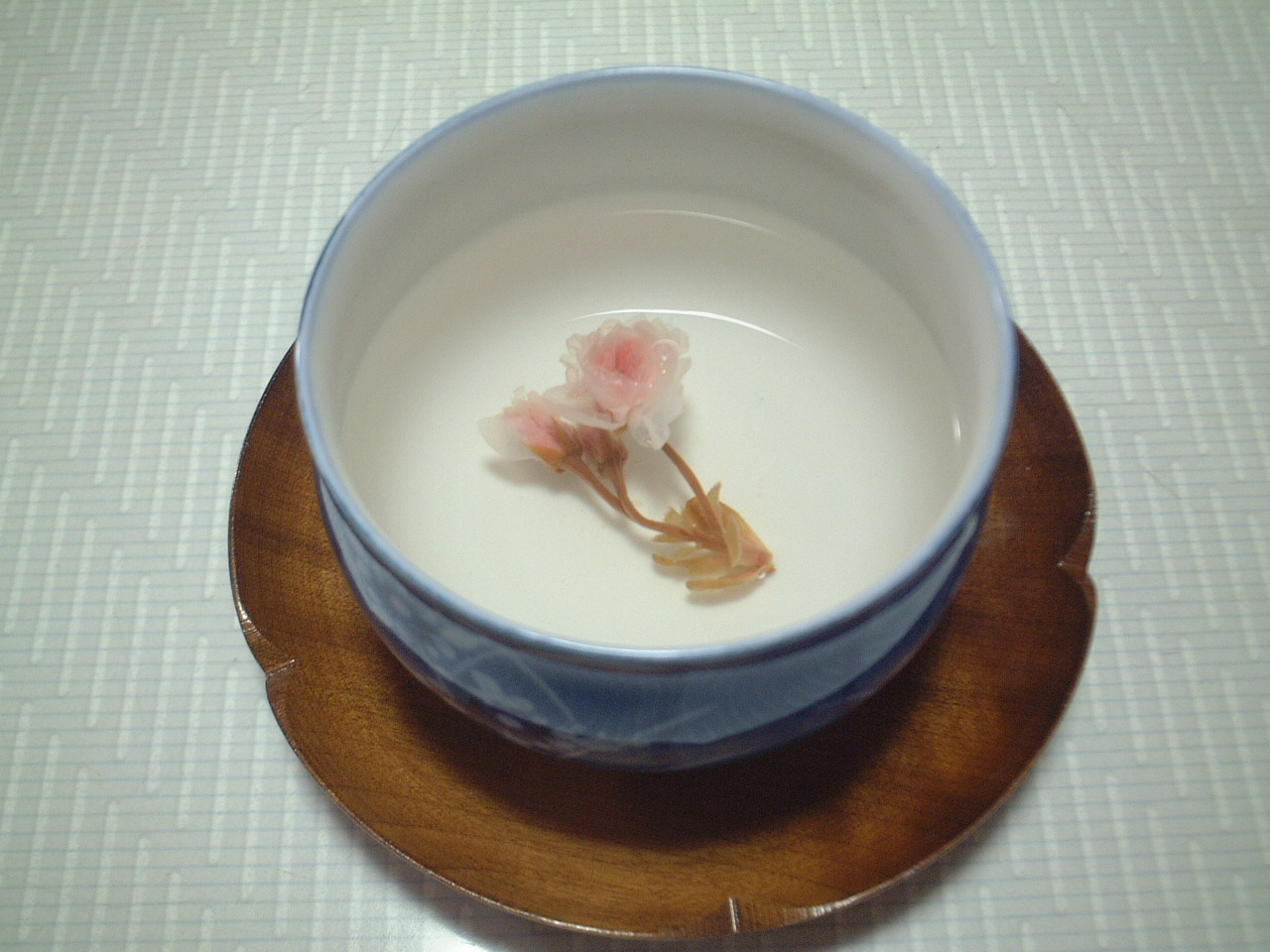
사쿠라유

사쿠라유(일본어: 桜湯)는 소금에 절인 벚꽃에다 뜨거운 물을 부은 일본의 음료이다.

## 같이 보기
- 사쿠라모치
- 벚꽃
- 하나미